# El fin de los inicuos
"El fin de los Iinicuos" è il terzo e ultimo V8 album in studio, pubblicato nel 1986 da Threshold. L'album contiene il batterista e il chitarrista Adrian Cenci Miguel Roldan, che sostituisce Gustavo Rowek e Osvaldo Civile rispettivamente. Per la copertina del box è stato utilizzato 'Trittico delle Tentazioni di Sant'Antonio' del pittore olandese Hieronymus Bosch.

## Tracce
- Tutte le canzoni sono state composte da Ricardo Iorio, Miguel Roldán,Adrían Cenci e Alberto Zamarbide .

Lato A
1. La gran ramera
2. Ciega ambición
3. No enloqueceré
4. El vivo sustento del inquisidor

Lato B
1. Antes que los viejos reyes
2. Salmo Nº 58 (come "Non distruggere" di David)
3. El fin de los inicuos
4. Trágico siglo
5. Reina ciega